# 喬治·撒瑪納札
喬治·撒瑪納札（法語：George Psalmanazar；1679年—1763年5月3日）是一位聲稱自己為福爾摩沙人的法國人。他在英國出版了一部名為《福爾摩沙歷史與地理的描述》的民族誌，內容概述了關於福爾摩沙的歷史、地理、文化、語言字母等，一時驚動歐洲上層社交圈，並翻譯成多國語言刊行，但在幾年之後便被揭穿是一本偽書。之後，他成為一位神學散文家，並與塞繆爾·詹森及多名英國18世紀著名文學家成為朋友及熟人。

## 早年生活
儘管撒瑪納札捏造了許多自己的身世，但可以確信的是，他約於1679至1684年間出生於法國南部的隆格多克或普羅旺斯地區，雙親為天主教徒。其真實姓名不詳。根據他後來發表的自傳，他曾在一所方濟會及耶穌會學校就讀。在這兩間學校，他自稱因身為「語言天才」而為老師們稱頌。事實上，根據他自己的記述，撒瑪納札是一位天才兒童，因為他在七、八歲時便已能掌握拉丁語，並與年齡是他兩倍的人競爭。然而，後來遇到一個詭辯的哲學導師使他不喜歡學術研究，撒瑪納札於是在他十五、十六歲時停止接受教育。

## 騙子生涯

### 歐洲大陸
為了能夠負擔在法國的旅行，撒瑪納札決定假扮成一位正要前往羅馬的愛爾蘭朝聖者。在學習英語、偽造護照、並從當地教堂的聖物箱偷了一位朝聖者和工作人員的斗篷後，他開始他的旅程；但他很快地發現到他偽裝受到種種阻礙，因為當地許多人對愛爾蘭十分熟悉，很輕易地就被人識破。基於偽裝欺詐的需求，他決定選擇更遠方的國度，於是他利用從耶穌會導師得知的遠東傳教士報告，假扮成一位日本基督徒。有時候，他甚至進一步假冒成「日本異教徒」，表演一系列奇怪的生活習慣，如吃生肉配豆蔻以及直立坐在椅子上睡覺。
然而，他仍無法成功抵達羅馬，因此他於1700至1702年間橫越神聖羅馬帝國，並於1702年左右抵達荷蘭，在那裡擔任僱傭軍和士兵。此時，他改聲稱自己的故鄉為福爾摩沙，並開發出一套更加精細的習俗，如外國曆法、複雜的崇拜日月的儀式，甚至發明了福爾摩沙語。1703年，他離開鹿特丹並前往英格蘭。

### 英格蘭
抵達英格蘭後，來自異域的外族人與其奇特習俗的訊息迅速傳開，撒瑪納札因而獲得高知名度。基於大眾對其身世的好奇，1704年他出版了民族誌兼回憶錄《福爾摩沙歷史與地理的描述》，內容詳述了關於福爾摩沙的習俗、地理與政治經濟，但這些實際上都是由他所編造的。這本書「真實」的部分其實是混合來自其他旅遊報告的內容，尤其是受到描述新大陸阿茲提克、印加文明以及日本國的文字資料所影響。湯瑪斯·摩爾的《烏托邦》可能也提供了啟發性的影響。根據撒瑪納札的描述，福爾摩沙是一個繁榮的國家，首都為「澤特尼特撤」（Xternetsa）。男人赤身裸體，並以金或銀盤來掩蓋生殖器。他們的主食是以樹枝狩獵到的蛇。福爾摩沙人是一夫多妻制，丈夫有權利吃掉對他不忠貞的妻子。他們會將兇手上下顛倒吊掛，並以亂箭處死。他們每年犧牲18000個年輕男孩的心臟，讓神和神職人員食人。他們用馬和駱駝進行大規模運輸，並居住在地下的圓形屋內。

### 偽詞典
在他的書中，他甚至介紹了福爾摩沙語與其字母，是為人工語言的早期實例。對於創造語言文字這方面，他下足了苦工，讓人信服；即使在他的欺騙行徑被揭穿後，18世紀德國語法學家的著作中仍收錄所謂的「福爾摩沙字母表」。下方是1703年他的宗教翻譯例子《主禱文》：

Amy Pornio dan chin Ornio vicy, Gnayjorhe
sai Lory, Eyfodere sai Bagalin, jorhe sai domion
apo chin Ornio, kay chin Badi eyen, Amy khatsada
nadakchion toye ant nadayi, kay Radonaye ant
amy Sochin, apo ant radonern amy Sochiakhin,
bagne ant kau chin malaboski, ali abinaye ant tuen
Broskacy, kens sai vie Bagalin, kay Fary, kay
Barhaniaan chinania sendabey. Amien.

撒瑪納札的書獲得了空前的成功，以英語刊行兩版，之後又有法語、德語的版本。本書出版後，他被邀請到數個學術學會中開授福爾摩沙文化及語言的課程，甚至有人建議他到牛津大學去開班授課。撒瑪納札最有名的演講課程是在皇家學會，而愛德蒙·哈雷在那裡挑戰了他的言論。這個時期，撒瑪納札受到許多懷疑者的挑戰，但他卻能煞有其事地反駁；例如，他解釋自己的膚色如此蒼白的原因是因為福爾摩沙的上層社會人士是居住在地底下。

## 延伸閱讀
- Psalmanazar, George, A Historical and Geographical Description of Formosa, in "Japan in Eighteenth-Century English Satirical Writings" in 5 vols., edited by Takau Shimada, Tokyo: Edition Synapse. ISBN 978-4-86166-034-4
- Keevak, Michael (2004) The Pretended Asian: George Psalmanazar's Eighteenth-Century Formosan Hoax, Detroit: Wayne State University Press, 2004.  ISBN 978-0-8143-3198-9
- Lynch, Jack (2005) 'Forgery as Performance Art: The Strange Case of George Psalmanazar,' 1650–1850: Ideas, Aesthetics, and Inquiries in the Early Modern Era 11, (2005) : p21–35.
- Banvard's Folly, by Paul Collins, Published 2001 by Picadore USA and later in UK [ISBN 0 330 48688 8] Chapter 7 is devoted to Psalmanazar and adds greatly to what is contained here (2013)

## 參閱
- 福爾摩沙語 (撒瑪納札)
- 人工語言
- 人工文字
- 遊記
- 台灣歷史
- 福爾摩沙人

## 外部連結
- 互联网档案馆中喬治·撒瑪納札的作品或与之相关的作品
- Selections from An Historical and Geographical Description of Formosa（页面存档备份，存于）
- A writer named (or claiming to be) Douglas Dalrymple maintains a bookish blog called The New Psalmanazar（页面存档备份，存于）.  Referring to the great hoaxer he says, "Most of us suspect we’re frauds; few of us will ever produce such memorable proof."